# Gheorghe Mișcoi
Gheorghe Mișcoi (n. 9 ianuarie 1944 – d. 12 septembrie 2020) a fost un matematician moldovean, specialist în matematică aplicată, care a fost ales ca membru corespondent al Academiei de Științe a Moldovei. Membru PCUS.